# Germán Velazco Correa
Germán Velazco Correa (31 de mayo de 1979) es un deportista peruano que compitió en judo. Ganó dos medallas en el Campeonato Panamericano de Judo en los años 1999 y 2001, y dos medallas en los Juegos Suramericanos de 2010.

## Palmarés internacional
| Campeonato Panamericano | Campeonato Panamericano | Campeonato Panamericano | Campeonato Panamericano |
| Año                     | Lugar                   | Medalla                 | Categoría               |
| ----------------------- | ----------------------- | ----------------------- | ----------------------- |
| 1999                    | Montevideo (Uruguay)    | Medalla de bronce       | –73 kg                  |
| 2001                    | Córdoba (Argentina)     | Medalla de bronce       | –73 kg                  |
| Juegos Suramericanos    |                         |                         |                         |
| Año                     | Lugar                   | Medalla                 | Categoría               |
| 2010                    | Medellín (Colombia)     | Medalla de oro          | –81 kg                  |
| 2010                    | Medellín (Colombia)     | Medalla de plata        | Abierta                 |